# Борис Володимир Максимович

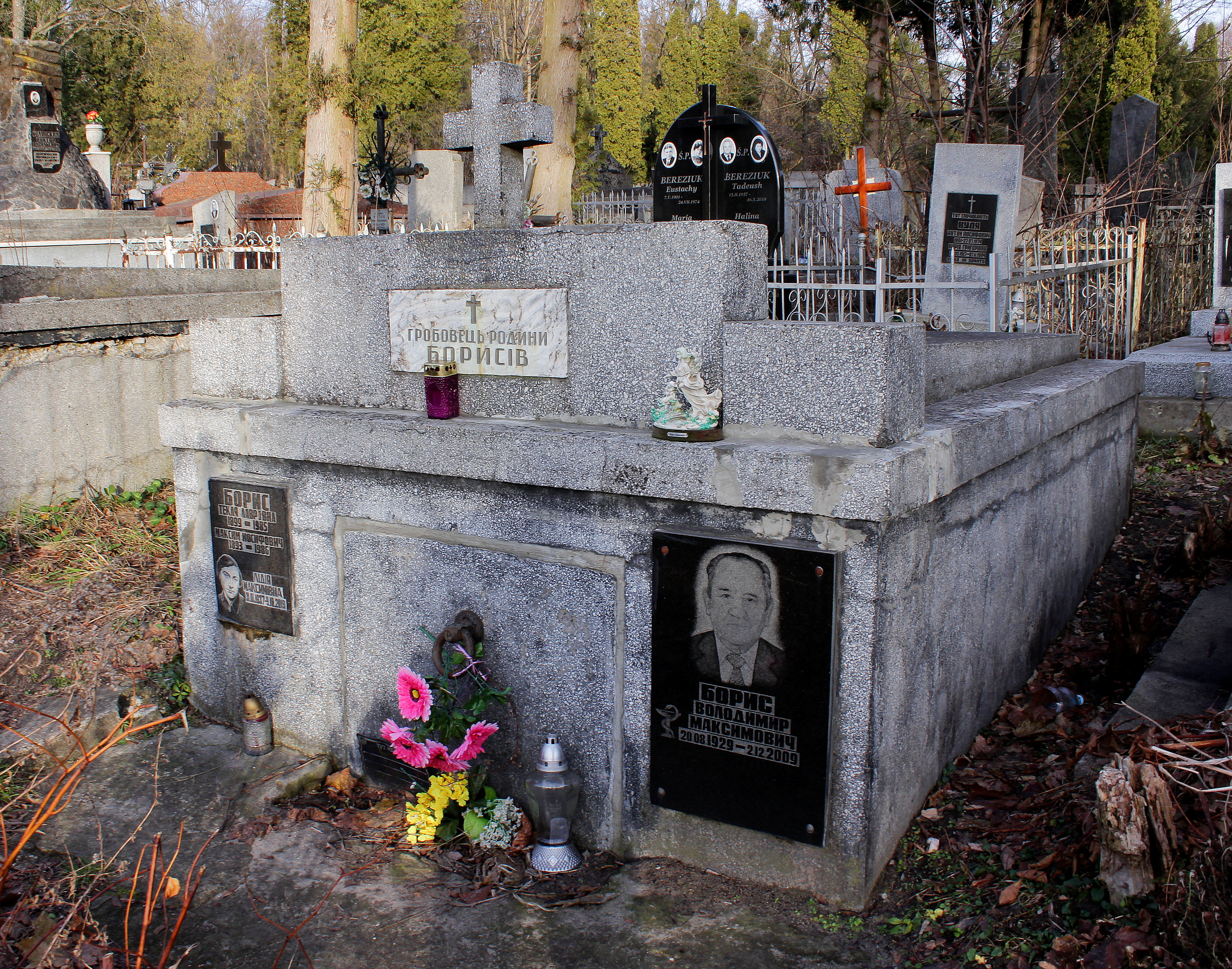

Володимир Максимович Борис (нар. 20 серпня 1929, м. Грубешів, Польща - 2 грудня 2009,м.Львів) — український лікар-фтизіатр, пульмонолог. Доктор медичних наук (1987), професор (1996).

## Життєпис
Закінчив Львівський медичний інститут (1954).
Працював лікарем (1954—1962), у Львівському національно-дослідницькому інституті туберкульозу (1962—1988); від 1989 — завідувач відділу туберкульозу та неспецифічних захворювань легень Львівському національному інституті епідеміології та гігієни. 
Досліджував питання профілактики та лікування туберкульозу у дітей.
Помер у Львові, похований у родинній гробниці на 61 полі Янівського цвинтаря.